# Bronnikowo (obwód wołogodzki)
Bronnikowo (ros. Бронниково) – wieś w Rosji, w rejonie szeksnińkim obwodu wołogodzkiego. W 2021 r. była niezamieszkana.